# Адміністративний устрій Глухівського району
Адміністративний устрій Глухівського району — адміністративно-територіальний поділ Глухівського району Сумської області на 2 об'єднані територіальні громади, 1 селищну раду і 19 сільських рад, які об'єднують 86 населених пунктів та підпорядковані Глухівській районній раді. Адміністративний центр — місто Глухів, що є містом обласного значення та до складу району не входить.

## Список громад Глухівського району
| № | Назва                        | Центр | Населені пункти | Площа км² | Місце за площею | Населення (2001), осіб | Місце за населенням |
| - | ---------------------------- | --- | --------------- | --------- | --------------- | ---------------------- | ------------------- |
| 1 | Березівська сільська громада | c. Береза c. Горіле c. Гута c. Долина c-ще Есмань c. Жалківщина c. Землянка c. Іващенкове c. Кривенкове c. Кушкине c. Клочківка c. Масензівка c. Нарбутівка c. Обложки c. Одрадне c. Первомайське c. Перше Травня c. Попівщина c. Слоут c. Шакутівщина c. Шевченкове | c. Береза       |           |                 | 5773                   |                     |
| 2 | Шалигинська селищна громада  | смт Шалигине c. Вовківка c. Гудове c. Ємадикине c. Катеринівка c. Сваркове c. Соснівка c. Старикове c. Ходине | смт Шалигине    |           |                 |                        |                     |

## Список радГлухівського району
| №  | Назва                          | Центр             | Населені пункти                                                                  | Площа км² | Місце за площею | Населення (2001), чол. | Місце за населенням |
| -- | ------------------------------ | ----------------- | -------------------------------------------------------------------------------- | --------- | --------------- | ---------------------- | ------------------- |
| 1  | Есманьська селищна рада        | смт Есмань        | смт Есмань c. Лужки                                                              |           |                 |                        |                     |
| 2  | Баницька сільська рада         | c. Баничі         | c. Баничі c. Будища c. Мацкове                                                   |           |                 |                        |                     |
| 3  | Бачівська сільська рада        | c. Бачівськ       | c. Бачівськ c. Товстодубове                                                      |           |                 |                        |                     |
| 4  | Білокопитівська сільська рада  | c. Білокопитове   | c. Білокопитове c-ще Будівельне c. Заруцьке                                      |           |                 |                        |                     |
| 5  | Вільнослобідська сільська рада | c. Вільна Слобода | c. Вільна Слобода c. Мала Слобідка                                               |           |                 |                        |                     |
| 6  | Дунаєцька сільська рада        | c. Дунаєць        | c. Дунаєць c. Сутиски c. Щебри                                                   |           |                 |                        |                     |
| 7  | Кучерівська сільська рада      | c. Кучерівка      | c. Кучерівка c. Харківка                                                         |           |                 |                        |                     |
| 8  | Перемозька сільська рада       | c. Перемога       | c. Перемога                                                                      |           |                 |                        |                     |
| 9  | Полошківська сільська рада     | c. Полошки        | c. Полошки                                                                       |           |                 |                        |                     |
| 10 | Привільська сільська рада      | c. Привілля       | c. Привілля c. Вознесенське c. Годунівка c. Москаленки c. Хотминівка             |           |                 |                        |                     |
| 11 | Пустогородська сільська рада   | c. Пустогород     | c. Пустогород c. Смикарівка c. Смолине c. Ходуня                                 |           |                 |                        |                     |
| 12 | Семенівська сільська рада      | c. Семенівка      | c. Семенівка c. Іонине c. Калюжне c. Кравченкове c. Некрасове                    |           |                 |                        |                     |
| 13 | Сопицька сільська рада         | c. Сопич          | c. Сопич c. Потапівка                                                            |           |                 |                        |                     |
| 14 | Студеноцька сільська рада      | c. Студенок       | c. Студенок                                                                      |           |                 |                        |                     |
| 15 | Суходільська сільська рада     | c. Суходіл        | c. Суходіл c. Кореньок c. Тополя c. Червоний Пахар                               |           |                 |                        |                     |
| 16 | Уздицька сільська рада         | c. Уздиця         | c. Уздиця c. Вікторове                                                           |           |                 |                        |                     |
| 17 | Уланівська сільська рада       | c. Уланове        | c. Уланове c. Біла Береза c. Бобилівка c. Комарівка c. Сидорівка c. Червона Зоря |           |                 |                        |                     |
| 18 | Фотовизька сільська рада       | c. Фотовиж        | c. Фотовиж c. Баранівка c. Муравейня                                             |           |                 |                        |                     |
| 19 | Черневська сільська рада       | c. Черневе        | c. Черневе                                                                       |           |                 |                        |                     |
| 20 | Яструбщинська сільська рада    | c. Яструбщина     | c. Яструбщина c. Вишеньки                                                        |           |                 |                        |                     |

* Примітки: м. — місто, с-ще — селище, смт — селище міського типу, с. — село